# Júdás és a Fekete Messiás
A Júdás és a Fekete Messiás (eredeti cím: Judas and the Black Messiah) 2021-ben bemutatott amerikai életrajzi filmdráma, amelyet Shaka King rendezett. A főbb szerepekben Daniel Kaluuya, LaKeith Stanfield, Jesse Plemons, Dominique Fishback, Ashton Sanders és Martin Sheen látható.
Az Amerikai Egyesült Államokban 2021. február 2-én a mozikban, Magyarországon 2022. január 16-án mutatták be a HBO Go-on.

## Cselekmény
Az 1960-as évek végén a Fekete Párducok a rasszista rendőri erőszak és a rendőrgyilkosságok, a társadalmi rasszizmus és a társadalmi sérelmek ellen szervezkedtek Illinois-ban, ahogyan az egész államban is tették. A forradalmi és militáns „fegyveres önvédelem” mellett olyan szociális projekteket is középpontba helyeztek, mint a szegény gyerekek étkeztetése és egy kórház működtetése.
William O'Nealt (Bill) elkapják, amint hamis FBI-jelvénnyel autót lop. A többéves börtönbüntetés helyett Roy Mitchell FBI-ügynök azt javasolja neki, hogy az FBI informátoraként nyomozzon a Fekete Párducok után Illinois-ban. Fő célpontja a Fekete Párducok Pártja Illinois-i regionális részlegének elnöke, Fred Hampton.
O'Neal egyre közelebb kerül Hamptonhoz, aki azon dolgozik, hogy szövetségeket alakítson ki a rivális csoportokkal, miközben a BPP gyerekeknek nyújtott ingyenes reggeli programján keresztül bővíti a tájékoztatási tevékenységet. Hampton meggyőző beszédkészsége végül segít megalakítani a különböző etnikai és társadalmi hátterű csoportokból álló Szivárvány Koalíciót. Hampton beleszeret a BPP aktivistájába, Deborah Johnsonba. O'Neal belső információkat ad át Mitchellnek, ő viszont pénzügyileg viszonozza. Miután Hamptont letartóztatják és bebörtönzik, mert állítólag 71 dollár értékű jégkrémet lopott, O'Neal elkezd felfelé ívelni a ranglétrán, és biztonsági századossá léptetik elő. Amikor a BPP főhadiszállásán lövöldözés tör ki a chicagói rendőrséggel, O'Neal kioson.
O'Neal felháborodva azon, hogy őt is megölhették volna, megpróbál kilépni az informátor szerepéből, de Mitchell nyomást gyakorol rá. Három hónappal később Hamptont kiengedik a börtönből, miután fellebbezett a vádak ellen. Találkozik a tőle gyermeket váró Deborah-val. A BPP egyik tagja, Jimmy Palmer, aki nem életveszélyes sérülésekkel került kórházba, mert egy rendőr lelőtte, váratlanul meghal, miközben átszállítják egy másik kórházba. Mivel azt hiszi, a rendőrség gyilkolta meg Jimmyt, bajtársa, Jake Winters lövöldözésbe keveredik a rendőrökkel, és több rendőrt megöl, mielőtt őt is lelőnék.
Miután Hampton fellebbezését elutasítják, J. Edgar Hoover, az FBI igazgatója elrendeli, hogy Hamptont „semlegesítsék”, mintsem visszatérjen a börtönbe. Mitchell megfenyegeti O'Nealt; segítsen a tervben, mert a BPP bosszút áll rajta, ha kiderül, hogy besúgó. O'Neal ezután vonakodva beleegyezik a segítségbe. O'Neal később kap egy fiola nyugtatót, amit Hampton italába kell keverni. A letartóztatás előestéjén a BPP tagjai összegyűlnek Hampton lakásán. Egy szövetséges bandavezér pénzt ajánl Hamptonnak, hogy elmeneküljön az országból, de ő visszautasítja, ehelyett inkább elrendeli a pénz felhasználását egy Jake-ről elnevezett kórház alapítására.
Az este folyamán O'Neal elfogadja Hampton italát, aki nem sokkal később elhagyja a házat. Órákkal később a rendőrök és az ügynökök megrohamozzák a lakást, és golyózáporban meggyilkolják az alvó Hamptont. Később O'Neal találkozik Mitchell-lel, aki pénzt és egy kulcsot ad neki egy benzinkúthoz, amelynek most már ő a tulajdonosa. O'Neal ismét megpróbál leállni, de vonakodva elfogadja a pénzt és a kulcsokat, és zsebre teszi őket.
A film Hampton beszédeiről, temetési menetéről és egy 1989-ben adott interjúról készült archív felvételekkel zárul. A címlapok szerint O'Neal a BPP-n belül informátorként dolgozott tovább, mielőtt öngyilkos lett (az 1989-es interjú után). 1970-ben pert indított az FBI ellen, amelyet 12 évvel később 1,85 millió dollárért rendeztek. Ma Fred Hampton Jr. és édesanyja a Fekete Párducok Pártja egyesületének elnöke és vezetőségi tagjai.

## Szereplők
| Szerep                 | Színész                | Magyar hang     |
| ---------------------- | ---------------------- | --------------- |
| Fred Hampton           | Daniel Kaluuya         | Pál András      |
| William O’Neal         | LaKeith Stanfield      | Varga Gábor     |
| Roy Mitchell           | Jesse Plemons          | Elek Ferenc     |
| Deborah Johnson        | Dominique Fishback     | Gáspár Kata     |
| Jimmy Palmer           | Ashton Sanders         | Gacsal Ádám     |
| Jake Winters           | Algee Smith            | Penke Bence     |
| Bobby Rush             | Darrell Britt-Gibson   | Mészáros András |
| Wayne                  | Lil Rel Howery         |                 |
| Judy Harmon            | Dominique Thorne       | Nagy Katica     |
| John Edgar Hoover      | Martin Sheen           | Papp János      |
| David Black FBI ügynök | Mark Francis           |                 |
| Rod Collins            | Amari Cheatom          |                 |
| Steel                  | Khris Davis            | Széles Tamás    |
| Satchel doktor         | Ian Duff               |                 |
| Bob Lee                | Caleb Eberhardt        |                 |
| Leslie Carlyle         | Robert Longstreet      |                 |
| Betty Coachman         | Amber Chardae Robinson |                 |
| Mark Clark             | Jermaine Fowler        |                 |

### Magyar változat
- Bemondó: Endrédi Máté
- Magyar szöveg: Szojka László
- Hangmérnök és vágó: Erdélyi Imre
- Gyártásvezető: Újréti Zsuzsa
- Szinkronrendező: Egyed Mónika
- Produkciós vezető: Dallos Miklós

A szinkront az SDI Media Hungary készítette el.

## A film készítése
Kenny és Keith Lucas 2014-ben kezdték el írni egy Fred Hampton-életrajzi film ötletét az A24-nek és a Netflixnek, azzal az elképzeléssel, hogy a film A megalkuvó és A tégla keveréke lenne. 2016-ban egy televíziós próbaepizódon dolgoztak együtt Shaka Kinggel, akinek ekkor mutatták be az ötletüket, és felkeltették az érdeklődését. Ugyanebben az időben Will Berson is írt egy forgatókönyvet Hamptonról, amelynek előkészítése már zajlott: F. Gary Gray tárgyalásokat folytatott a rendezésről, Casey Affleck és John Powers Middleton a produceri szerepről, míg Jaden Smith és O’Shea Jackson Jr. neve felmerült Hampton szerepére. Miután ez a verzió meghiúsult, Berson és King a Lucas testvérek segítségével újraírták a forgatókönyvet. A testvérek kapcsolatba léptek a Macro cég vezetőjével, Charles Kinggel, aki beleegyezett, hogy a projekt költségeinek felét finanszírozza.

### Forgatás
A forgatás 2019. október 21-én kezdődött Clevelandben. 2019. november 25-én és 26-án a stáb Mansfieldben található Ohio State Reformatory börtönben forgatott.  A gyártás összesen 42 napig tartott, és 2019. december 19-én fejeződött be.

## Bemutató
A Júdás és a Fekete Messiás világpremierje 2021. február 1-jén volt a Sundance Filmfesztiválon, virtuális és személyes vetítéseken egyaránt. Az Amerikai Egyesült Államokban 2021. február 12-én mutatta be a Warner Bros. Pictures. A filmet eredetileg 2020. augusztus 21-én tervezték bemutatni, de a COVID-19 világjárvány miatt 2021-re halasztották.
A Warner Bros. Pictures az összes 2021-es filmjével kapcsolatos terveinek megfelelően a projektet egy hónapig az HBO Max szolgáltatásán is egyidejűleg streamelte, majd kizárólag a mozikban játszották a normál hazai forgalmazási időszak kezdetéig. A Samba TV jelentése szerint 653 ezer háztartásban streamelték a filmet a nyitóhétvégén. Az első hónap végére több mint 1,4 millió amerikai háztartásban nézték meg. 2021. július 1-jén ismét az HBO Max műsorára került. The film was re-added to HBO Max on July 1, 2021.